# حداکثر مجازات
حداکثر مجازات (به انگلیسی: Maximum Conviction) یک فیلم سینمایی اکشن هیجان‌انگیز محصول سال ۲۰۱۲ آمریکا با بازی استیون سیگال و استیو آستین می‌باشد که توسط کئونی واکسمن کارگردانی شده‌است.

## بازیگران
- استیون_سیگال
- استیو آستین - منینگ - کارشناس سلاح
- مایکل پاری - رهبر مزدوران
- مایکل_ادمتویت - کالینز
- دین ردمن - جونز
- برن فاستر - بردلی
- زک سانتیاگو - مربی بلیک و رئیس سابق امنیت
- ایان رابینس - سرپرست زندان